# Emil Toman

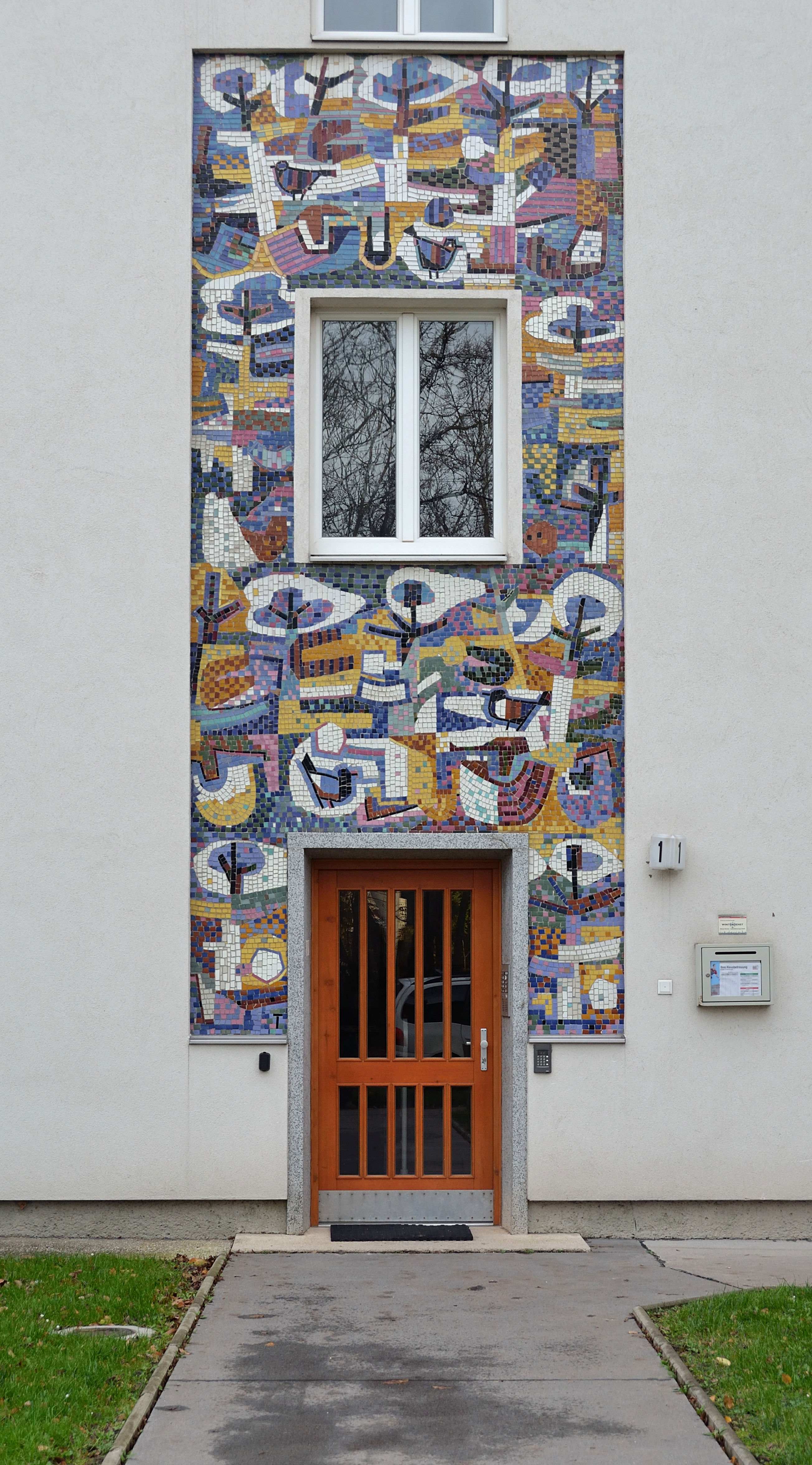
Mosaik Wald in der Schlöglgasse 71 in Hetzendorf.

Emil Toman (* 1. April 1923; † 28. August 2007) war ein österreichischer Maler.

## Leben
Emil Toman absolvierte ein Studium an der Akademie der Bildenden Künste in Wien bei Professor R. C. Andersen. Ab 1950 war er freischaffender Maler.
In den Jahren 1953 und 1954 unternahm er Studienreisen nach Ägypten und in den Sudan. Von 1960 bis 1983 war er Lehrer an der Höheren Graphischen Bundes-, Lehr- und Versuchsanstalt in Wien. Toman war Mitglied der Wiener Secession. Er lebte und arbeitete in Brunn am Gebirge, Niederösterreich.

## Einzel- und Gruppenausstellungen im In- und Ausland (Auswahl)
- 1998 NÖ Dokumentationszentrum für Moderne Kunst, St. Pölten, NÖ[1]
- 1993 Kuratorium Palais Liechtenstein, Feldkirch, Vorarlberg
- 1986 Blau-Gelbe-Galerie, Wien
- 1978 Galerie G. Armstorfer, Salzburg
- 1977 Gliederhaus, Brunn am Gebirge, NÖ
- 1973 Wiener Secession, Wien
- 1972 Bad Schönau, NÖ
- 1970 Erste österr. Sparkasse, Schwechat, NÖ
- 1970 Galerie in der Passage
- 1970 Forum West, Salzburg
- 1969 Galerie an der Stadtmauer, Villach, Kärnten
- 1968 Wiener Secession, Wien
- 1965 Galerie im Griechenbeisl, Wien
- 1962 Gewerkschaftshaus Mödling, NÖ
- 1961 Wiener Neustadt, NÖ
- 1958 Wiener Secession, Wien
- 1957 Zagreb, Kroatien und Belgrad, Serbien
- 1956 Darmstadt, Deutschland
- 1954 Wiener Secession, Wien
- 1953 Akademie der bildenden Künste, Kairo, Ägypten
- 1952 Wiener Secession, Wien
- 1951 Wiener Secession, Wien
- 1950 Wiener Secession, Wien
- 1949 Modern Art Museum, Chile